# ニュー・センセイション (INXSの曲)
「ニュー・センセイション」（New Sensation）は、オーストラリアのロック・グループINXSが、1987年のアルバム『キック (Kick)』からのシングルとしてリリースした楽曲。バンドのメンバーであるアンドリュー・ファリスが作曲し、マイケル・ハッチェンスが作詞した。アメリカ合衆国の Billboard Hot 100 では最高3位まで上昇し、オーストラリアでは最高9位、全英シングルチャートでは最高25位、また、アメリカ合衆国の「Album Rock Tracks」では最高8位に達した。
ミュージック・ビデオは、リチャード・ローウェンステインが監督した。
2018年には、ファーストフード・チェーンのマクドナルドが、ビッグマック関連商品の広告に、この曲を使用した。

## トラックリスト

### 7": Mercury / INXS 9 (UK)
1. "New Sensation" – 3:40
2. "Do Wot You Do" – 3:16

### 7": Atlantic / 7-89080 (US)
1. "New Sensation" – 3:38
2. "Guns in the Sky" (Kookaburra Mix) – 2:20

- also available on MC (7 89080-4)

### 7": WEA / P-2400 (日本)
1. ニュー・センセイション "New Sensation" – 3:40
2. ガンズ・イン・ザ・スカイ（リミックス） "Guns in the Sky" (Remix) – 2:20

- 「ガンズ・イン・ザ・スカイ」は "Guns in the Sky" (Kookaburra Mix) と同内容[8]
- 同内容の8センチCDは、WEA – 10SW-37[9]

### 12": Mercury / INXS 912 (UK)
1. "New Sensation" – 3:40
2. "Do Wot You Do" – 3:16
3. "Love Is (What I Say)"
4. "Same Direction"

### 12": Atlantic / 0-86572 (U.S.)
1. "New Sensation" (Nick's Twelve Inch Mix) – 6:28
2. "Guns in the Sky" (Kick Ass Mix) – 6:00

### 12": WEA Records / 0-258016 (Australia)
1. "New Sensation" (Nick's 12" Mix) – 6:28
2. "Guns in the Sky" (Kick Ass Mix) – 6:00
3. "New Sensation" (Nick's 7" Mix) – 3:40

## チャート
| チャート（1988年）                              | 最高位 |
| ----------------------------------------------- | ------ |
| オーストラリア (ARIA)                           | 9      |
| ベルギー (Ultratop 50 Flanders)                 | 19     |
| カナダ ダンス/アーバン (RPM)                    | 13     |
| カナダ トップシングルス (RPM)                   | 1      |
| アイルランド (IRMA)                             | 15     |
| オランダ (Dutch Top 40)                         | 18     |
| オランダ (Single Top 100)                       | 14     |
| ニュージーランド (Recorded Music NZ)            | 16     |
| 南アフリカ共和国 (Springbok Radio)              | 15     |
| スペイン (AFYVE)                                | 9      |
| UK シングルス (OCC)                             | 25     |
| US Billboard Album Rock Tracks                  | 8      |
| US Billboard Hot 100                            | 3      |
| US Billboard Hot Dance Club Play                | 11     |
| US Billboard Hot Dance Music/Maxi-Singles Sales | 33     |
| US キャッシュボックス                           | 3      |
| 西ドイツ (GfK Entertainment charts)             | 35     |

| チャート（1988年）               | 順位 |
| -------------------------------- | ---- |
| アメリカ合衆国 Billboard Hot 100 | 65   |

## カバー
オルタナティヴ・ロック・バンドであるスノウ・パトロールは、コンピレーション・アルバム『Late Night Tales』にこの曲のカバーを収録した。彼らのバージョンは『Hot Press』誌に好意的に評価され、「よく、真摯にパトロールされている (well and truly patroled)」と評された。この曲は、2014年に再リリースされたゲーム『グランド・セフト・オートV』に登場する Non-Stop-Pop FM というラジオ局で流される。